# Dinastia di Toungoo
La dinastia di Toungoo (in lingua birmana: တောင်ငူခေတ်, traslitterato: taungù khì; pronuncia IPA: [tàʊɴŋù kʰɪʔ]) fu a capo dell'omonimo regno situato nell'odierna Birmania dal 1486 al 1752. Fu protagonista della seconda unificazione del paese, dopo che le invasioni mongole avevano posto fine nel 1297 al primo grande regno birmano di Pagan.
La storia della dinastia si compone di 3 periodi, che prendono il nome dalle capitali del regno:
1. Periodo di Taungù, dal 1486 al 1539, nella capitale dove ebbe origine la dinastia, nel sud del paese
2. Periodo di Pegu, dal 1539 al 1599, quando venne spostata la capitale della riunificata Birmania nella vicina Pegu
3. Periodo di Ava, dal 1599 al 1752, detto anche della restaurazione Taungù, quando il regno in declino venne rifondato nel nord del paese.

Durante i primi due periodi si alternarono 4 sovrani, in quella che è conosciuta come la prima dinastia di Taungù. Nel periodo della restaurazione di Ava si alternarono 11 sovrani.

## Fondazione del regno e riunificazione della Birmania
Il re Mingyinyo (Minkyinyo, 1486-1531) fondò la dinastia nel 1486 a Taungù, nell'odierna Regione di Bago della bassa Birmania, poco lontano dal fiume Sittang. La città-stato si costituì come vassallo del declinante regno di Ava, di cui aveva fatto parte fino a quel momento. Nel 1510, il sovrano proclamò l'indipendenza del suo piccolo regno. Dopo la conquista di Ava da parte degli invasori shan nel 1527, molti fuggitivi si stabilirono a  Taungù, che divenne il nuovo polo di aggregazione per il popolo birmano.
L'unificazione del paese avvenne grazie a Tabinshwehti, figlio e successore di Mingyinyo. Nel 1539 spostò la capitale a Pegu dopo aver sottomesso il locale sovrano mon del Regno di Hanthawaddy, che era stato assieme a quello di Ava il più importante tra gli Stati birmani dopo la sottomissione di Pagan ai mongoli della dinastia Yuan nel 1297. Pegu estese la sua influenza nel regno siamese di Lanna e nel 1549 le sue armate invasero il Regno di Ayutthaya, l'odierna Thailandia. Il mancato successo dell'attacco coincise con un declino psicofisico del sovrano, che morì nel 1550 per mano dei ribelli mon. A tale evento fece seguito un breve periodo di disgregazione del paese.

## Massima espansione
Il trono passò nelle mani del suo più valente generale e cognato Bayinnaung, definito da alcuni storici il Napoleone della Birmania. Al suo comando, l'esercito di Pegu divenne un'invincibile macchina da guerra. Nel giro di pochi anni fu nuovamente riunificato il paese, spaccato dopo la rivolta dei mon. Vennero annessi i principati shan nel settentrione e fu conquistata una parte del Regno di Chiang Hung nel sud dell'odierno Yunnan. Nel 1557 fu definitivamente sottomesso il Regno Lanna, che perse l'indipendenza a 265 anni dalla fondazione. Nel 1564 cadde per la prima volta nella sua storia il Regno di Ayutthaya, che divenne vassallo di Pegu, e nel 1574 fu la volta del potente Regno di Lan Xang, nell'odierno Laos.
Il re morì nel 1581 durante l'invasione dell'Arakan, l'odierno Stato Rakhine. In quel momento la Birmania era il più vasto regno mai esistito nel sudest asiatico. Nella parte continentale della regione sfuggivano al suo controllo solo il Regno Khmer, quello vietnamita del Dai Viet ed i sultanati della penisola malese.

## Frammentazione del regno e nuova riunificazione
Il figlio e successore di Bayinnaung, Nanda Bayin, venne travolto dalle ribellioni degli Stati sottomessi dal padre. La Birmania si disgregò e nel 1599 il re venne deposto e ucciso da un attacco congiunto delle municipalità di Taungù e dell'Arakan. L'altro figlio di Bayinnaung Nyaungyan Min, che regnò dal 1599 al 1606, salvò la dinastia astenendosi dalle lotte fatali al fratellastro Nanda. Seppe mantenere il trono che gli era stato assegnato ad Ava ed espanse i suoi territori riconquistando tutta l'alta Birmania, compresi i principati shan ad ovest del fiume Saluen. Mantenne anche la supremazia sul vassallo Lanna.
L'ennesima riunificazione del paese fu portata a termine dai suoi figli Anaukpetlun (regno dal 1606 al 1628) e Thalun (regno dal 1629 al 1648), che ripresero il controllo della bassa Birmania e riorganizzarono il regno.

## Progressivo declino e fine del regno
I sovrani successivi condussero il regno ad un progressivo declino, risultando spesso sconfitti dai principali antagonisti cinesi e siamesi. Venne mantenuta l'integrità dello Stato con il soffocamento delle ribellioni mon, shan e di Arakan, ma le ambizioni espansionistiche dei sovrani del secolo precedente non si ripeterono. La crisi dei birmani si accentuò durante il regno di Taninganwe (dal 1714 al 1733), il penultimo sovrano della dinastia. In quel periodo, il Regno di Lanna si ribellò con successo dalla dominazione birmana e vi furono devastanti incursioni provenienti da Manipur nel nord-ovest.
L'ultimo sovrano di Taungù fu Mahadhammaraza Dipadi, che dapprima dovette a sua volta fronteggiare le incursioni di Manipur, per poi venire travolto dalle continue ribellioni interne dei mon, degli shan e di altre municipalità. Il re perse il controllo di Pegu, di Taungù e delle città del sud prima di subire la conquista della capitale Ava da parte dei mon il 23 marzo 1752. Ebbero così fine i 266 anni di dominio della dinastia di Taungù, Mahadhammaraza Dipadi venne catturato e deportato a Pegu, dove venne giustiziato due anni dopo.

## Conseguenze
I mon avevano istituito a Pegu il Regno restaurato di Hanthawaddy nel 1740 con il supporto dei francesi e l'impiego di mercenari olandesi e portoghesi. Conquistando Ava, i mon si illusero di tornare ad esercitare il controllo sull'intero paese come nel passato. Non riuscirono però ad espandersi nell'alta Birmania, dove invece ebbe successo Aung Zeya, un giovane condottiero di Moksobo, un villaggio situato un centinaio di km a nord ovest di Ava. Coagulò intorno a sé un consistente numero di capi villaggio ed iniziò la resistenza contro gli invasori mon. Nel febbraio del 1752 fu proclamato re con il nome Alaungpaya, fondando la dinastia Konbaung.
Nei mesi successivi, seppe contenere la tentata espansione dei mon a nord e ad emergere come il maggior antagonista delle truppe di Pegu. Ingrossò le file del suo esercito e nel gennaio del 1754 sottrasse Ava al controllo dei mon. L'esercito di Pegu marciò compatto per soffocare la rivolta, ma le sue truppe furono sconfitte ed espulse dal nord nel maggio del 1754. Alaungpaya completò la riunificazione del paese nel maggio del 1757 espugnando Pegu, dopo aver cacciato dal paese gli alleati francesi dei mon nel luglio precedente. La dinastia di Konbaung avrebbe retto il paese fino al 1885, quando l'ultimo sovrano fu catturato dai britannici alla fine della terza guerra anglo-birmana.